# Serapias parviflora
Serapias parviflora é uma espécie de orquídea nativa da Macaronésia e da Bacia do Mediterrâneo.